# José Treviño
José Sigifredo „Pepe” Treviño Ruiz (ur. 29 stycznia 1960 w Monterrey) – meksykański piłkarz występujący na pozycji ofensywnego pomocnika, w późniejszym czasie trener.

## Kariera klubowa
Treviño pochodzi z miasta Monterrey i jest wychowankiem tamtejszego klubu CF Monterrey. Do treningów seniorskiej drużyny został włączony jako dziewiętnastolatek przez brazylijskiego szkoleniowca Ubirajarę Chagasa i w meksykańskiej Primera División zadebiutował 24 czerwca 1979 w zremisowanym 2:2 spotkaniu z Zacatepec. Po upływie kilkunastu miesięcy został podstawowym graczem zespołu i premierowego gola w najwyższej klasie rozgrywkowej strzelił 14 grudnia 1980 w wygranej 3:2 konfrontacji z Tampico. Po ponad pięciu latach spędzonych w Monterrey, podczas których nie odniósł jednak żadnego sukcesu, odszedł do drugoligowej ekipy Correcaminos UAT z siedzibą w Ciudad Victoria. W sezonie 1986/1987 wywalczył z nią awans do pierwszej ligi, gdzie spędził z Correcaminos jeszcze rok, po czym podpisał umowę z drugoligowym CF Nuevo León ze swojego rodzinnego Monterrey, gdzie zakończył profesjonalną karierę piłkarską w wieku 29 lat.

## Kariera trenerska
Po zakończeniu kariery piłkarskiej Treviño rozpoczął pracę w roli trenera, początkowo zastępując Tomása Boya na stanowisku szkoleniowca swojego macierzystego CF Monterrey, który prowadził przez kolejne kilka miesięcy bez większych sukcesów i został zwolniony w następstwie słabych wyników w lutym 1999. Niedługo potem wyjechał do Hondurasu, gdzie podpisał umowę z klubem CD Motagua z siedzibą w stołecznej Tegucigalpie, z którym już w pierwszym sezonie, Apertura 1999, zdobył mistrzostwo kraju. Odszedł ze stanowiska po pięciu kolejkach kolejnych rozgrywek, Clausura 2000, podczas których Motagua ponownie została mistrzem Hondurasu. W styczniu 2002 ponownie został szkoleniowcem CF Monterrey, który trenował przez kolejne sześć miesięcy, po czym został zastąpiony przez Daniela Passarellę. Później zanotował krótki epizod w drugoligowym CD Zacatepec, a w 2004 roku odszedł do honduraskiego Real CD España z San Pedro Suli, gdzie podczas pierwszej kadencji nie zanotował jednak żadnego osiągnięcia.
W 2006 roku Treviño po raz kolejny objął funkcję szkoleniowca Realu España, z którym podczas wiosennych rozgrywek Clausura 2007 wywalczył drugie w swojej karierze mistrzostwo Hondurasu. Bezpośrednio po tym sukcesie powrócił do ojczyzny, gdzie został trenerem drugoligowych rezerw klubu Tigres UANL z siedzibą w swoim rodzinnym Monterrey. Prowadził je przez następne dwa lata, nie odnosząc większego osiągnięcia na zapleczu najwyższej klasy rozgrywkowej, a w październiku 2009 został trenerem pierwszoligowego Indios de Ciudad Juárez. Tam notował jednak bardzo słabe wyniki, w czternastu spotkaniach ligowych nie zdołał odnieść żadnego zwycięstwa, i mimo iż opuścił stanowisko w lutym 2010, to znacznie przyczynił się do spadku klubu do drugiej ligi na koniec sezonu 2009/2010. Później przez pół roku był trenerem kolejnego klubu z drugiej ligi meksykańskiej, Guerreros FC z miasta Hermosillo, z którego odszedł po dyskwalifikacji ekipy z powodu zaległości finansowych wobec graczy.
We wrześniu 2011 Treviño drugi raz podpisał umowę z honduraskim CD Motagua, gdzie tym razem nie potrafił nawiązać do sukcesów odnoszonych z tą drużyną kilkanaście lat wcześniej i stracił posadę na początku listopada 2012. Kilkanaście tygodni później już trzeci raz został szkoleniowcem Realu España, jednak wobec słabych wyników został zwolniony po pięciu miesiącach pracy, w maju 2013.